# Archivio di Stato di Taranto
L'Archivio di Stato di Taranto è l'ufficio periferico del Ministero della Cultura che a norma di legge conserva la documentazione storica prodotta dalle amministrazioni periferiche dello Stato nella provincia di Taranto e per deposito volontario, custodia temporanea, donazione o acquisto ogni altro archivio o raccolta documentaria di importanza storica.

## Storia
L'Archivio di Stato di Taranto fu istituito, come Sezione di Archivio di Stato, con D.M. 30 ottobre 1946, in esecuzione della legge 22 dicembre 1939 n. 2006; iniziò, però, a funzionare il 1º marzo 1947, non appena l'Amministrazione Provinciale di Taranto mise a disposizione del Ministero dell'Interno, dal quale all'epoca gli Archivi di Stato dipendevano, i locali e gli arredi necessari. Fino al 1946, epoca di istituzione dell'Archivio, la conservazione dei documenti relativi al territorio tarantino era stata curata dall'Archivio provinciale di Terra d'Otranto, l'attuale Archivio di Stato di Lecce. Tale documentazione è stata, poi, quasi tutta trasferita nell'Archivio di Stato di Taranto, parte al tempo della sua istituzione e parte in diversi altri momenti successivi.
L'attività della Sezione cominciò ad effettuarsi in tre piccoli locali del Palazzo del Governo sotto la guida del primo direttore, Giuseppe Vozza. Dopo dieci anni, nel 1956, l'Ufficio si trasferì in alcuni locali al piano rialzato del neonato Palazzo degli Studi in via Di Palma, sede che in quel momento sembrò rappresentare una soluzione ottimale, soprattutto per gli ampi depositi siti al piano interrato. Per quarantacinque anni tale sede, dismessa nel dicembre 2001, ha ospitato oltre 4 km di preziose fonti archivistiche e bibliografiche riflettenti la storia della provincia jonica ed assistito alle diverse trasformazioni organizzative e funzionali della Amministrazione archivistica.
Nel 1963, in ottemperanza al D.P.R. 30 settembre n. 1409, la Sezione di Archivio di Stato tarantina fu trasformata in Archivio di Stato con più ampie competenze al servizio della scienza storica; nel 1975 gli Archivi di Stato passarono dal Ministero dell'Interno al Ministero per i Beni Culturali e Ambientali di nuova istituzione.

## Patrimonio
L'Archivio di Stato di Taranto possiede un patrimonio documentario che occupa circa novemila metri lineari di unità archivistiche tra buste, registri, volumi, fasci e pacchi.
Il complesso lamenta la perdita di serie documentarie di notevole interesse storico, prodotte da antiche magistrature ed istituzioni che hanno operato nel territorio della provincia di Taranto, e la distruzione, operata dalle truppe occupanti durante il periodo bellico, di documentazione prodotta all'indomani dell'Unità.
Di contro un gran numero di documenti riflettenti la storia della provincia ionica sono stati negli anni Novanta trasferiti dall'Archivio di Stato di Lecce, ove erano conservati, in quello del capoluogo tarantino. Di queste scritture le più preziose sono le Pergamene dell'Università, tra le quali sono stati individuati ventisei documenti originali relativi al Principato di Taranto. Tali fonti membranacee si andarono ad aggiungere alle "Pergamene di Taranto", il primo nucleo documentario ad impreziosire nel 1947 la nascita dell'Archivio tarantino.
Il più cospicuo nucleo pergamenaceo conservato nell'Istituto tarantino è costituito dalle cosiddette "Pergamene degli atti notarili", ossia una raccolta di documenti membranacei che, già copertine dorsali di volumi notarili, sono state "slegate" dai protocolli che avvolgevano nell'anno 1967, per confluire e costituire una miscellanea di atti di natura giuridica diversa ordinati cronologicamente. Tra i documenti cartacei di grande interesse e continuità cronologica si annoverano gli atti notarili, un patrimonio di 12.098 unità comprensivi di repertori ed indici, dei notai del distretto di Taranto a far data dal 1507 al 1917. In tale complesso documentario sono racchiuse le maggiori testimonianze del passato non solo per quantità ma anche per varietà ed importanza.
Vi sono altri fondi archivistici, come archivi giudiziari (Corti locali, Giudicati, Preture, Tribunali), Enti di beneficenza, Prefettura, Questura, Stato civile, Liste di Leva e Ruoli matricolari, Catasti, Genio civile, Genio Militare, Arsenale marittimo, Enti ed associazioni diverse, Enti religiosi, Enti territoriali, Partiti politici, Provveditorato agli studi e Archivi di famiglie e di persone.